# Rosenblattichthys volucris
Rosenblattichthys volucris är en fiskart som först beskrevs av Rofen, 1966.  Rosenblattichthys volucris ingår i släktet Rosenblattichthys och familjen Scopelarchidae. Inga underarter finns listade i Catalogue of Life.